# 루시 인 더 스카이
《루시 인 더 스카이》(영어: Lucy in the Sky)는 2019년 개봉한 미국의 심리 드라마 영화이다. 노아 홀리가 감독과 공동 각본을 맡았으며, 리스 위더스푼 등이 제작하였다. 제목은 비틀스 노래 "Lucy in the Sky with Diamonds"(1967)에서 따왔다. 미국 항공 우주국(NASA) 우주비행사 리사 노왝과 동료 윌리엄 오펠라인이 불륜을 하다가 헤어진 뒤 오펠라인이 콜린 시프먼 공군 대위를 새로 만나기 시작하자 노왝이 변장을 하고 시프먼을 공격했던 사건에 느슨하게 기반을 두고 있다. 내털리 포트먼이 리사 노왝에 해당하는 주인공을 연기하며, 존 햄, 저시 베이츠, 댄 스티븐스, 콜먼 도밍고, 엘런 버스틴 등이 출연하였다.
2019년 제44회 토론토 국제 영화제에서 전 세계 최초로 공개되었다. 대체로 부정 평가를 받았으며, 제작비 2,140만 달러 대비 32만 달러 흥행 수익을 올리며 박스오피스 봄이 되었다.

## 줄거리
나사(NASA) 우주비행사 루시는 첫 우주 임무에서 우주를 경이에 찬 눈으로 바라본다.
지구로 돌아온 루시는 평범한 일상에서 큰 단절감을 느낀다. 나사 홍보 일을 하여 자신이 하는 일을 잘 이해하고 협조하는 남편 드루도 거슬려한다.
루시는 동료 마크와 불륜을 시작하고, 다음 임무에 뽑히기 위해 휴식과 치료를 무시한 채 스스로를 밀어부친다. 젊은 여성 우주비행사 에린이 세운 기록을 깨려다가 익사할 뻔하기까지 한다.
마크가 에린과도 잠자리를 갖고 있다는 걸 알게 된 루시는 끝낼 것을 종용한다. 루시는 다음 임무에서 떨어진 뒤 마크가 에린과 관계를 지속했으며 나사에 루시를 제외시키고 에린을 합격시킬 것을 권고했다는 걸 알게 된다. 루시는 복수를 다짐하는데...

## 출연
- 내털리 포트먼 - 루시 콜라 역
- 존 햄 - 마크 굿윈 역
- 저시 베이츠 - 에린 에클스 역
- 댄 스티븐스 - 드루 콜라 역
- 콜먼 도밍고 - 프랭크 팩스턴 역
- 엘런 버스틴 - 내나 홀브룩 역
- 펄 어맨다 딕슨 - 블루 아이리스 역
- 제러마이아 버킷 - 행크 린치 역
- 조 윌리엄슨 - 메이어 하인스 역
- 닉 오퍼먼 - 윌 플림프턴 박사 역
- 티그 노타로 - 케이트 무니에이 역
- 제프리 도너번 - 짐 헌트 역

## 반응
2018년 11월, 우주 비행 임무를 다섯 차례 수행하고 은퇴한 우주비행사 마샤 아이빈스는 우주에서 장시간을 보낸다고 해서 현실 감각을 잃는 일이 발생하지는 않는다며 영화의 전제를 비판하였다.